# Mrkva
Pitoma mrkva (lat. Daucus carota subsp. sativus) dvogodišnja je povrtlarska biljka u rodu mrkava (Daucus carota), čiji se korijen koristi u prehrani.
Korijen pitome mrkve vretenast je, obično narančaste boje. Stabiljka domaćih vrsta obično raste do 20-40 cm. Cvjetovi su joj bijeli i skupljeni u štitaste cvatove. Sije se u rano proljeće, a tijekom ljeta i jeseni dostiže svoju punu visinu. Cvjeta tek sljedeće godine. Divlji oblici imaju bijel i žilav korijen iz kojeg izbija do 1 metar visoka i razgranata stabljika. Pripadnici roda imaju pretežno dvospolne cvjetove.
Rod kojem pripada obuhvaća oko 60 vrsta, a najpoznatija je upravo pitoma mrkva, koja u prirodi i kulturi ima velik broj podvrsta. Pitoma mrkva od svih je vrsta iz svog roda i globalno najrasprostranjenija. Mrkve koje nisu narančaste, nego purpurne, žute ili bijele boje, obično nastaju uzgajanjem za prodaju.
Mrkva se koristi u svježem stanju, kuhana, konzervirana (ukiseljena), sjeckana suha (kao začin) itd. Karakterističnu narančastu boju mrkve uzrokuje beta-karoten, koji se u organizmu ljudi metabolizira u vitamin A, ali samo kad su u crijevima prisutne žučne kiseline. Pored toga, mrkva sadrži i vitamine B i C, alkaloide, eterična i masna ulja i organske kiseline. Također je bogata vlaknima, antioksidansima i mineralima.